# 哈布斯堡君主國
哈布斯堡君主国（德語：Habsburgermonarchie）也稱哈布斯堡王國（Habsburgerreich）、多瑙君主國（Donaumonarchie）或奧地利君主國（拉丁語：Monarchia Austriaca），是由历史学家採用的一種形容在哈布斯堡王朝統治之下領土的說法。
很長一段時間內，哈布斯堡家族統治了奧地利、德國、匈牙利、捷克、北意大利、西班牙、荷蘭、比利時、南意大利等眾多歐洲國家，成為這些國家的皇室。由於他們所統治國家的語言風俗均不相同，哈布斯堡家族並不採取同化策略，反而是尊重旗下各個民族的文化。所以，與其說哈布斯堡是一個复合君主国，不如說它是同樣的一群家族成員所统治的“多國集團”。把哈布斯堡家族所統治過的神聖羅馬帝國、西班牙帝國、奧地利帝國和奧匈帝國這四個帝國級的國家合起來，也可以統稱為哈布斯堡帝國。

## 定義
哈布斯堡君主國原本是指代那些擁有哈布斯堡家族血緣的君主們所統治的全部國家。
最典型的代表是1287～1918年期間的奧地利，以及1506～1700年期間的西班牙。18世紀之後，在西班牙的哈布斯堡皇朝絕嗣，被法國的波旁王朝取代；奧地利的哈布斯堡本家也絕嗣，但是分家洛林-哈布斯堡依然存在，此後哈布斯堡君主國就開始專指「控制奧地利的、由哈布斯堡-洛林家族充當皇室的國家」。
雖然哈布斯堡-洛林家族所統治的領土也數量眾多，但奥地利、匈牙利和波希米亞這三部份一直是核心。尤其是拿破崙戰爭後，哈布斯堡家族的領土全部集合到統一的奧地利帝國之中，奧、匈、波的土地和人民與哈布斯堡的皇帝們緊密黏合，直到1918年的奧匈帝國解體才被分開。其中奧地利和匈牙利依然作為獨立國家而存活於當今世界，而波西米亞則分裂成現在的捷克共和國和波蘭的西里西亞地區。

## 歷史

### 以地域為敘述主體
哈布斯堡家族起源於1020年瑞士的一個叫做“鷹之堡”的小城堡，1282年他們将家族的根据地轉移至奧地利，之後就不再改變。
他們的政治中心主要放在奧地利和德國版圖上的神圣罗马帝国，除了神羅的首都在1583年至1611年间位于布拉格外，其餘均和哈布斯堡家族的首都维也纳重合。哈布斯堡家族的成員在中世紀晚期和整個近代中經常被选为神圣罗马帝国的皇帝，同時兼任奧地利大公和波西米亞國王，但这些称号都是分離的。
同时，哈布斯堡家族还成為了神圣罗马帝国版圖之外的諸多國家的君主，例如西班牙國王、匈牙利國王、葡萄牙國王和那不勒斯國王，并且無法完全操縱多神罗境內的所有小國。除了在奧地利和神羅的“本家”之外，最強大的哈布斯堡家分支是西班牙的，他們一直統治西班牙到1700年。這個分裂是卡洛斯一世（即查理五世）於1556年退位前決定的，為了方便管理德意志地區和伊比利亞的不同文化族群，這位皇帝将自己的家族拆为“奥地利-哈布斯堡”和“西班牙-哈布斯堡”兩大分支。
在1715年的西班牙王位繼承戰爭後，西班牙的王位被法國的波旁王朝取代，此後的西班牙就不被包括在“哈布斯堡君主国”的範圍之内。於此同時，奧地利的哈布斯堡正系也面臨絕嗣，不過奧地利哈布斯堡旁系的“哈布斯堡-洛林王朝”中還留有大量親屬，這讓這個家族在統治奧地利的過程中避免了像西班牙一樣被外國人取代的命運。
西元1804年，拿破崙一世稱帝。1806年，拿破崙在奧斯特里茨大敗反法同盟聯軍，同年簽訂普雷斯堡和約，奥地利皇帝弗朗茨宣布解散帝國，不再身兼神聖羅馬帝國皇帝，哈布斯堡君主國把剩餘領土通通合併為奥地利帝国。這是哈布斯堡家族的領土第一次在版圖上連成一氣，沒有任何飛地，並且確立了奧地利一國能大於其它國家的特性。1867～1918年間又和匈牙利王國共組奥匈帝国並於一戰中滅亡，哈布斯堡的家族雖然得以保存，但他們此後就不再能統治任何一個國家。

### 以個人為敘述主體

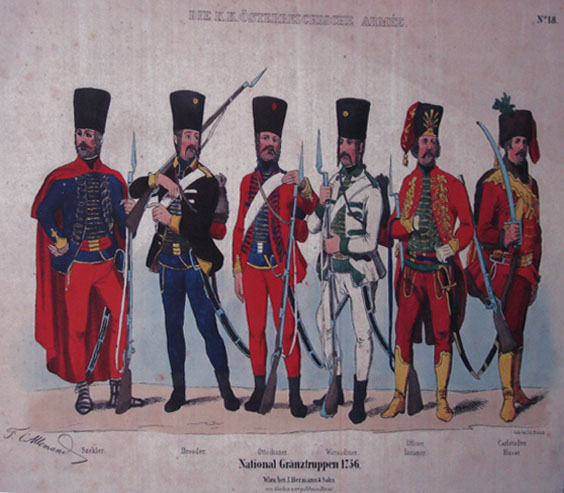
军事前线的士兵对抗奥斯曼帝国入侵，1756年

第一個可以可靠追踪的哈布斯堡君主拉德波特，他出生於10世紀後期。這個姓氏起源於現今瑞士的哈布斯堡城堡，由拉德波特建造。279年後，哈布斯堡王朝開始統治奧地利公國，該公國是神聖羅馬帝國內選舉產生的德意志王國的一部分。哈布斯堡家族的德國國王魯道夫一世在奧格斯堡議會（1282年）將奧地利公國分配給他的兒子，從而確立了“奧地利世襲領地”。從那時起，哈布斯堡王朝也被稱為奧地利王室。1438年至1806年間，除少數例外，奧地利哈布斯堡大公當選為神聖羅馬帝國皇帝。

由於神聖羅馬帝國皇帝馬克西米利安一世推行的王朝政策，哈布斯堡家族在歐洲聲名鵲起。馬克西米利安與勃艮第的瑪麗結婚，從而將勃艮第的尼德蘭帶入了哈布斯堡王朝的屬地。他們的兒子美男菲利普娶了西班牙的瘋女胡安娜（阿拉貢的斐迪南二世和卡斯蒂利亞的伊莎貝拉的女兒）。菲利普和胡安娜的兒子卡尔於1506年繼承了哈布斯堡王朝的荷蘭，1516年繼承了哈布斯堡王朝的西班牙及其領土，以与事实上被囚禁的母亲胡安娜共治的名义称国王卡洛斯一世，1519年繼承了哈布斯堡王朝的奧地利，称皇帝查理五世。

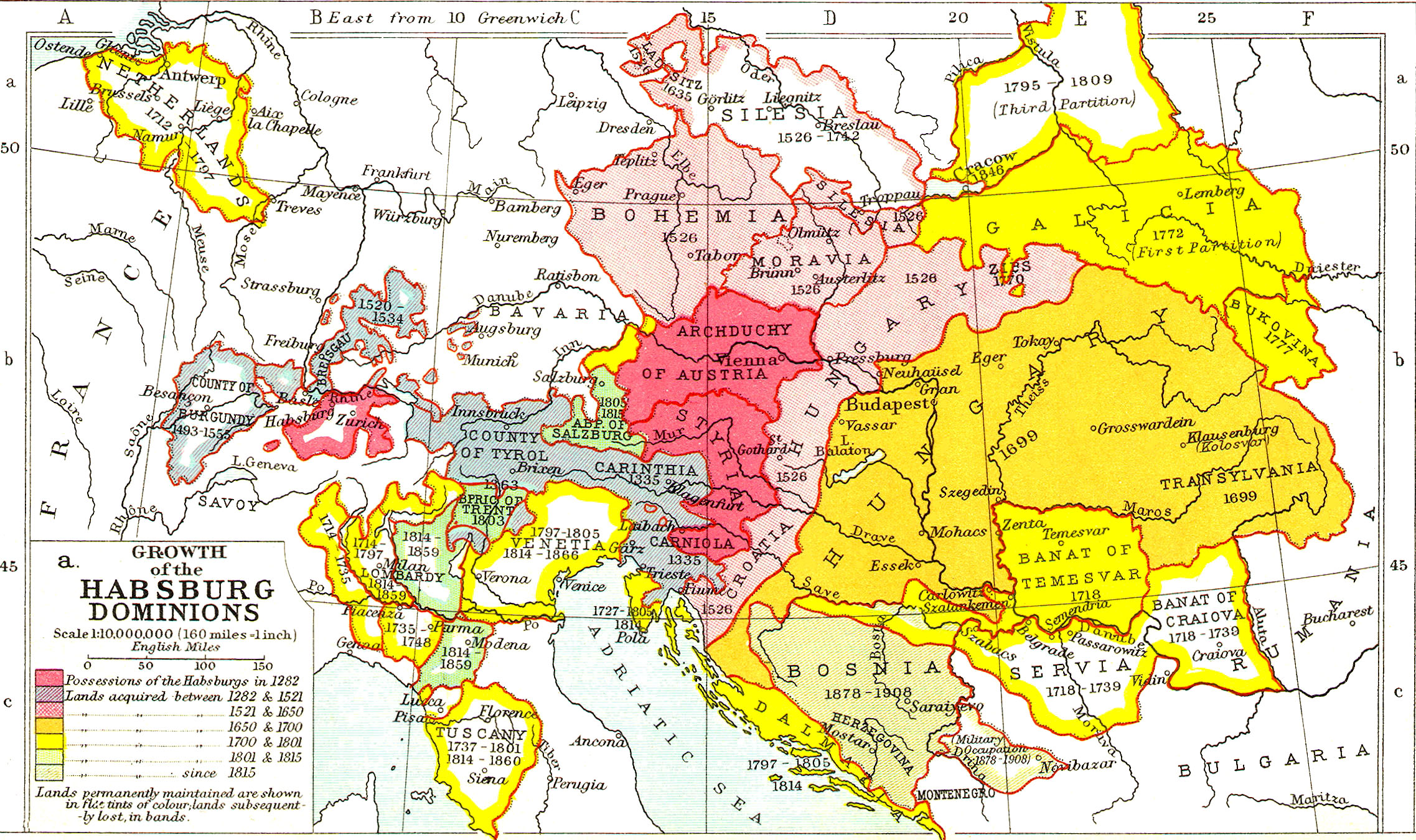
哈布斯堡君主国的发展

在這一點上，哈布斯堡的領地如此龐大，以至於查理五世經常在他的領土上旅行，因此需要代表和攝政王，例如皇后西班牙的葡萄牙伊莎貝拉和姑妈兼舅妈低地國家的奧地利瑪格麗特，來管理他的各個領域。在1521年的沃爾姆斯會議上，皇帝查理五世與他的弟弟斐迪南達成協議。根據一年後在布魯塞爾確認的哈布斯堡沃爾姆斯契約（1521年），斐迪南被封為大公，作為查理五世在奧地利世襲土地上的攝政王。
匈牙利的路易二世在莫哈奇與奧斯曼土耳其人的戰鬥中陣亡後，斐迪南大公（根據路易的父親馬克西米利安和弗拉迪斯勞斯二世在維也納第一次會議上簽署的收養條約，成為他的姐夫）)還於1526年當選為波希米亞和匈牙利的下一任國王。波希米亞和匈牙利僅在17世紀才成為哈布斯堡王朝的世襲領地：在白山戰役（1620年）戰胜波希米亞叛軍後，斐迪南二世頒布了新憲法（1627年），確立了波希米亞的世襲繼承權。在摩哈赤戰役（1687年）之後，利奧波德一世從奧斯曼土耳其人手中奪回了幾乎整個匈牙利，皇帝在普萊斯堡舉行了一次會議，以確立匈牙利王國的世襲繼承權。
查理五世於1556年將奧地利連同王冠割讓給費迪南（根據1531年的帝國選舉決定），並將西班牙帝國割讓給他的兒子菲利普，從而分裂了皇室。西班牙分支（在1580年至1640年間還控制著荷蘭、葡萄牙王國和意大利的梅佐焦爾諾）於1700年絕嗣。奧地利分支（也統治著神聖羅馬帝國、匈牙利和波希米亞）本身被劃分為從1564年到1665年，家族的不同分支，但此後它仍然是一個單一的個人聯盟。

## 领土構成
哈布斯堡君主国的领土在数个世纪内不断变化，但其核心部分总是包括四块：

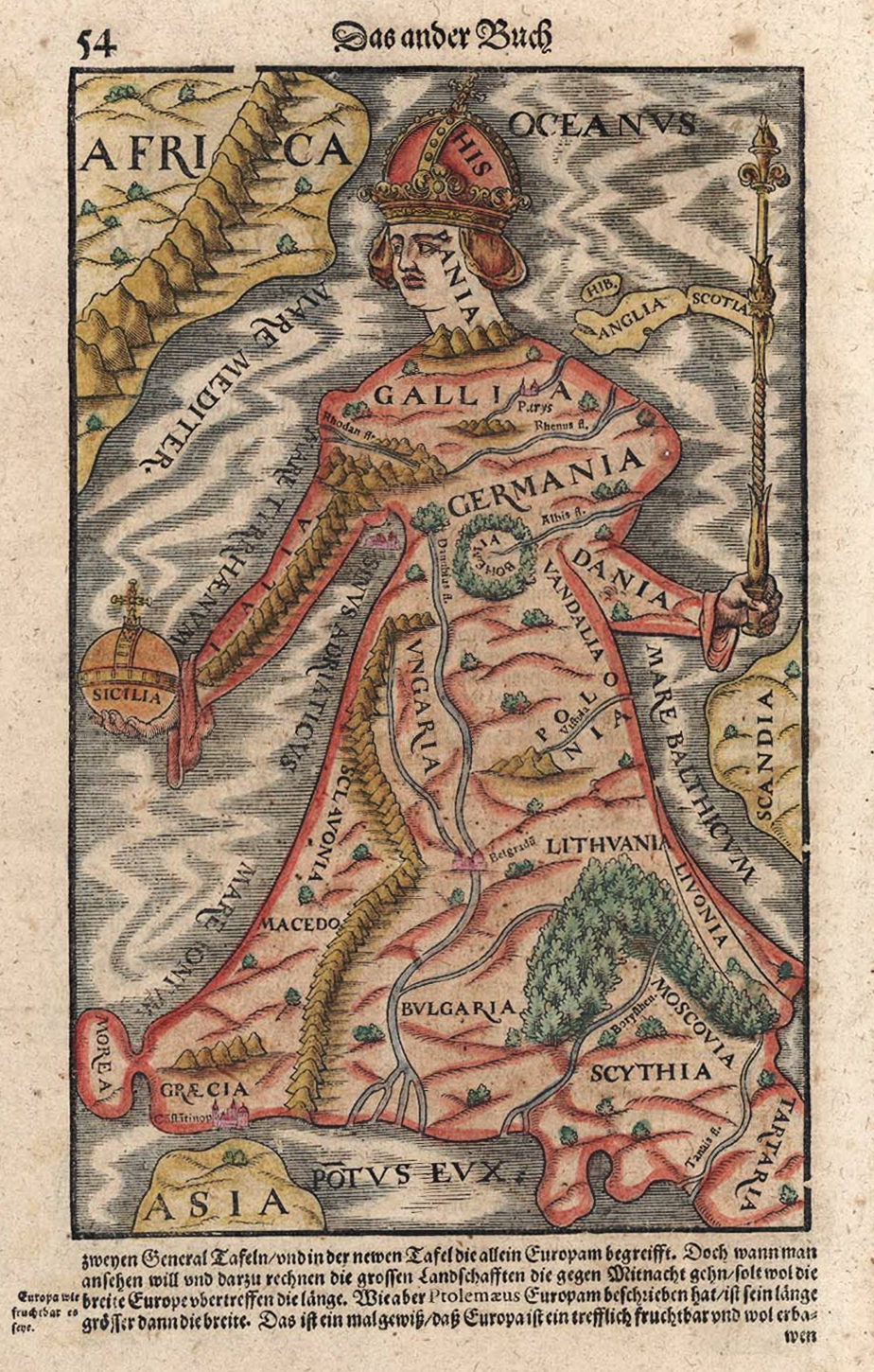
“欧罗巴女王”，象征哈布斯堡王朝统治的欧洲

- 世袭领地，包括今日奥地利和斯洛文尼亚的大部、意大利东北部以及（1797年前）德国西南部。1779年新增了巴伐利亚的因河地區；1803年新增了特伦特和布里申两个教区。拿破仑战争使许多世袭领土丧失，但这些领土以及前萨尔茨堡大主教区（1805年至1809年被短暂吞并）在1815年议和时都回归了哈布斯堡王朝治下（前奥地利除外）。世袭领地包括：
  -  奧地利大公國（ 上奥地利）；
  -  奧地利大公國（ 下奥地利）；
  -  施蒂利亚公国；
  -  克恩頓公國；
  -  克雷恩公国；
  -  亚得里亚海港口的里雅斯特；
  -  伊斯特拉（大部分领土属于威尼斯，直至1797年）；
  -  戈里齊亞和格拉迪斯；
    - 这些领土（3–8）时常被归为内奥地利。

  -  蒂罗尔领（特伦特和布里申教区在1803年前占据了日后南蒂罗尔地区的大部）；
  -  福拉尔贝格（一系列领土，19世纪才整合为一）；
  -  福兰德，一系列位于布賴斯高和西南德意志其他地区的领土，1801年丧失（阿尔萨斯领土（孫戈）早在1648年便已丧失）；
    - 福拉尔贝格和福兰德常被归为前奥地利，并与蒂罗尔一同治理。

  -  薩爾茨堡選侯國（1805年后）；
- 波希米亞王冠領地——最初包括五块领地：波希米亚王国、摩拉维亚侯爵领、西里西亚以及上下卢萨蒂亚。波希米亚议会（英语：Bohemian Diet）在1526年选举神圣罗马帝国皇帝斐迪南一世为王。
  - 卢萨蒂亚于1635年被割让给萨克森。
  - 西里西亚的大部分在1740–1742年为普鲁士所征服，余下部分仍然为哈布斯堡王朝统治，称上下西里西亚公国（奥地利属西里西亚）。
- 匈牙利王国——中世纪匈牙利王国领土的三分之二被奥斯曼帝国及其附庸特兰西瓦尼亚公国征服，哈布斯堡王朝仅控制前王国的西部和北部领土，官方仍然称为匈牙利王国。1699年奧斯曼-哈布斯堡戰爭结束时，大部分领土归于哈布斯堡王朝；1711年鎮壓完匈人叛亂後，1718年又获得了一些领土（中世纪匈牙利帝国的另一部分领土，尤其是萨瓦河和多瑙河南岸的领土仍然归于奥斯曼帝国治下）。

在历史上，还有其他一些领土曾经归于奥地利哈布斯堡王朝治下（有时交予哈布斯堡王朝其他支系统治）：
- 克羅埃西亞王國（1527–1868）；
- 斯拉沃尼亞王國（1699–1868）；
- 特兰西瓦尼亚公国，1699年（卡尔洛夫齐条约）至1867年（奥匈折衷）
- 奥属尼德兰，包括今比利时和卢森堡（1713–1792）；
- 米兰公国（1713–1797）；
- 那不勒斯王国（1713–1735）；
- 薩丁尼亞王國（1713–1720）；
- 塞尔维亚王国（英语：Kingdom of Serbia (1718–1739)）（1718–1739）；
- 蒂米什瓦巴纳特（英语：Banat of Temeswar）（1718–1778）；
- 奧爾特尼亞（1718–1739，事实，1737）；
- 西西里王國（1720–1735）；
- 帕爾馬公國（1735–1748）；
- 加利西亚和洛多梅里亚王国，今波兰和乌克兰（1772–1918）；
- 布科维纳公国（1774–1918）；
- 新加利西亚（英语：West Galicia），波兰领土，包括克拉科夫，在第三次瓜分波兰后取得（1795–1809）；
- 威尼托（1797–1805）；
- 達爾馬提亞王國（1797–1805、1814–1918）；
- 倫巴第-威尼托王國（1814–1859）；
- 克拉科夫自由市，后来并入加利西亚（1846–1918）；
- 塞尔维亚属伏伊伏丁那（英语：Serbian Vojvodina）（1848–1849）；事实，官方未承认
- 塞尔维亚和蒂米什瓦巴纳特省（英语：Voivodeship of Serbia and Banat of Temeschwar）（1849–1860）；
- 克羅埃西亞-斯拉沃尼亞王國（1868–1918）；
- 新帕扎尔区（英语：Sanjak of Novi Pazar）（1878–1913）；
- 波斯尼亚和黑塞哥维那（1878–1918）。

一些领土的范围在不同时期各自不同，此外还有一些领土为哈布斯堡王朝的支系统治。王朝同时还在1438年至1740年以及1745年至1806年拥有神圣罗马皇帝头衔。

## 歷任領主

### 哈布斯堡王朝
- 马克西米连一世 （1493年-1519年）
- 查理一世 （1519年-1556年）
- 斐迪南一世 （1556年-1564年）
- 马克西米连二世 （1564年-1576年）
- 魯道夫二世（1576-1612年）
- 马提亚斯 （1612年-1619年）
- 斐迪南二世 （1619年-1637年）
- 斐迪南三世 （1637年-1657年）
- 利奥波德一世 （1657年-1705年）
- 約瑟夫一世（1705年-1711年）
- 查理六世（1711年-1740年）
- 玛丽亚·特蕾西亚（1740年-1780年）

### 哈布斯堡-洛林王朝
- 约瑟夫二世（1780年-1790年）
- 利奥波德七世（1790年-1792年）
- 弗朗茨二世（1792年-1835年）
- 斐迪南一世（1835-1848年）
- 弗朗茨·約瑟夫一世（1848-1916年）
- 卡爾一世（1916-1918年）

## 延伸閱讀
- Bérenger, Jean. A History of the Habsburg Empire, 1273–1700 (Routledge, 2013)
  - Bérenger, Jean. A History of the Habsburg Empire, 1700–1918 (Routledge, 2014)
- Evans, Robert John Weston. The Making of the Habsburg Monarchy, 1550–1700: An Interpretation （页面存档备份，存于） (Oxford University Press, 1979) ISBN 0-19-873085-3
- Evans, R. J. W. "Remembering the Fall of the Habsburg Monarchy One Hundred Years on: Three Master Interpretations" Austrian History Yearbook (May 2020) Vol. 51, pp 269–291; historiography
- Fichtner, Paula Sutter. The Habsburg Monarchy, 1490–1848: Attributes of Empire (Palgrave Macmillan, 2003)
- Henderson, Nicholas. "Joseph II" History Today (Sept 1955) 5#9 pp 613–621.
- Ingrao, Charles. The Habsburg Monarchy, 1618–1815 (2000) online
- Ingrao, Charles. In Quest and Crisis: Emperor Joseph I and the Habsburg Monarchy (1979) online
- Judson, Pieter M. The Habsburg Empire: A New History (2016) excerpt （页面存档备份，存于）
- Kann, Robert A. A History of the Habsburg Empire: 1526–1918 (University of California Press, 1974) online
- Lieven, Dominic. Empire: The Russian empire and its rivals (Yale University Press, 2002), comparisons with Russian, British, & Ottoman empires.
- Macartney, Carlile Aylmer The Habsburg Empire, 1790–1918, New York, Macmillan 1969
- McCagg, Jr., William O. A History of the Habsburg Jews, 1670–1918 (Indiana University Press, 1989)
- Mitchell, A. Wess. The Grand Strategy of the Habsburg Empire (Princeton University Press, 2018)
- Oakes, Elizabeth and Eric Roman. Austria-Hungary and the Successor States: A Reference Guide from the Renaissance to the Present (2003)
- Sked, Alan The Decline and Fall of the Habsburg Empire, 1815–1918 (London: Longman, 1989)
- Stone, Norman. "The Last Days of the Habsburg  Monarchy," History Today (Aug 1968), Vol. 18 Issue 8, pp 551–560; online
- Steed, Henry Wickham;  et al. . Encyclopaedia Britannica Company. 1914: 145.
- Taylor, A. J. P. The Habsburg monarchy, 1809–1918: a history of the Austrian Empire and Austria-Hungary, (London: Penguin Books. 2nd ed. 1964) online